# Agrofy
Agrofy es una empresa argentina de comercio electrónico especializada en agronegocios que opera en la Argentina, Brasil, Colombia, Uruguay, Chile, Perú, Paraguay y Bolivia con diferentes unidades de negocio, como Agrofy Market, Agrofy News y Agrofy Pay.

## Fundación
Agrofy fue fundada en 2015 por Maximiliano Landrein y Alejandro Larosa, que habían fundado en 1999 Fyo, la plataforma de negocios para la agroindustria argentina. Entre sus principales inversores figuran Grupo Cresud, parte de la sociedad comercial IRSA y Yara Venture Capital.

#### Maximiliano Landrein
Maximiliano Landrein es economista graduado en la Universidad Nacional de Rosario y CEO de Agrofy. Nació en Casilda, provincia de Santa Fe, el 11 de febrero de 1976.

#### Alejandro Larosa
Alejandro Larosa, oriundo de Rosario, Santa Fe, nació el 8 de mayo de 1975. Es cofundador y presidente de Agrofy, además de CEO y cofundador de Fyo y Amauta, una empresa dedicada al desarrollo de insumos nutricionales vegetales. En 2011 se sumó al Directorio de Endeavor Rosario. En 2016 recibió el premio al Emprendedor Endeavor del año por Fyo

## Unidades de negocio

#### Agrofy Market
Agrofy Market es una plataforma de comercio electrónico especializada en agronegocios.
Agrofy Market opera en Argentina, Brasil, Colombia, Uruguay, Chile, Perú, Paraguay y Bolivia.

#### Agrofy News
Agrofy News es un portal de noticias argentino especializado en el campo.

#### Agrofy Pay
Agrofy Pay es una billetera virtual lanzada a fines de 2020.